# Ufficiale araldico

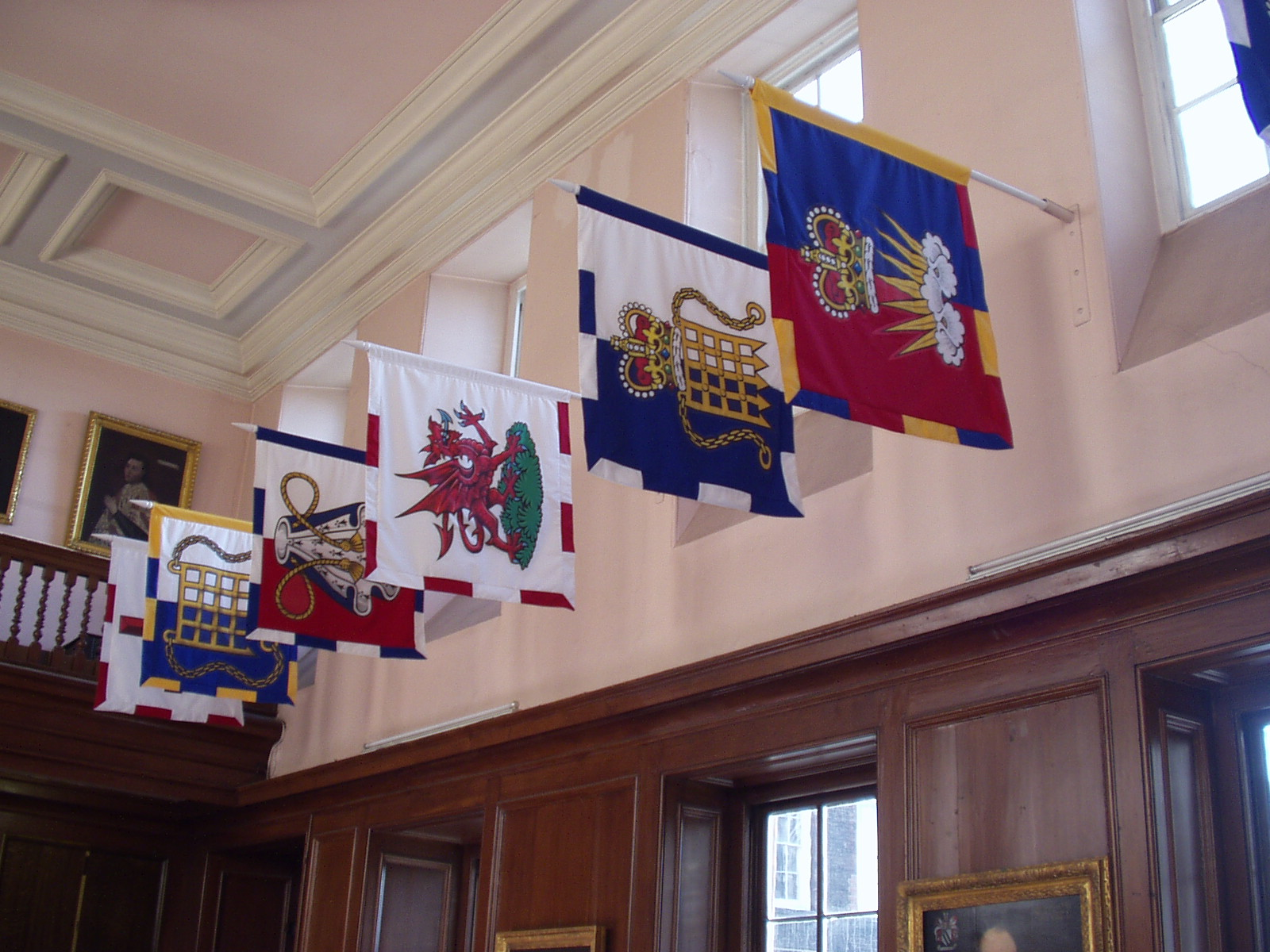
Bandiere che recano i distintivi araldici di vari ufficiali araldici del College of Arms a Londra

Un ufficiale araldico o giudice d'arme o ufficiale d'armi è una persona incaricata da un sovrano o uno stato con autorità di svolgere uno a più delle funzioni seguenti:
- controllare e avviare questioni riguardanti stemmi;
- organizzare e partecipare a cerimoniali di Stato;
- conservare e interpretare documenti araldici e genealogici.

## Per nazione
La pratica di nominare araldi o persevanti alla classe dirigente di una casa nobiliare è ancora diffuso nelle nazioni europee, particolarmente in quelle in cui non c'è alcun controllo araldico o autorità araldica ufficiali. Tali nomine sono ancora fatte inoltre in Scozia, dove esistono quattro ufficiali araldici privati. Queste nomine sono tutte esclusivamente come consiglieri.

### Canada
Il lavoro completato dalla Canadian Heraldic Authority è condotto da ufficiali noti come l'araldo delle armi. L'organizzazione è guidata dall'Herald Chancellor of Canada e dal Chief Herald of Canada, quest'ultimo in qualità di direttore dell'autorità araldica.
Oltre all'araldo ordinario, diversi araldi in pensione e personaggi importanti furono nominati alla posizione onoraria di Herald Emeritus o Heralds Extraordinary.

### Irlanda
Nella Repubblica d'Irlanda, le questioni araldiche e genealogiche rientrano nell'autorità di un ufficiale designato il Chief Herald of Ireland. La base giuridica dell'autorità araldica irlandese, e quindi tutte le sovvenzioni dal 1943, è stata messa in discussione dal procuratore generale, pertanto, l'8 maggio 2006, il senatore Brendan Ryan ha introdotto il Genealogy & Heraldry Bill, 2006, al Senato irlandese per porre rimedio a questa situazione e legittimare azioni dal trasferimento del potere dall'Ulster King of Arms.

### Paesi Bassi
Nei Paesi Bassi, gli ufficiali d'armi non esistono come funzioni permanenti. L'araldica privata non è legiferata e l'araldica di stato e l'araldica della nobiltà è regolata dall'Alto Consiglio privato della nobiltà.

### Regno Unito
Tradizionalmente in Inghilterra, l'autorità dei tredici ufficiali d'armi in ordinaria, che formano la corporazione dei re, araldi e persevanti d'armi (College of Arms), si estende per tutto il Commonwealth, con le eccezioni di Scozia, Canada e Sudafrica.
Gli ufficiali d'armi sono di tre gradi: re d'armi, araldi d'armi e persevanti. Gli ufficiali d'armi le cui nomine sono di tipo permanente sono noti come "ufficiali d'armi in ordinaria"; quelli le cui nomine sono di tipo temporaneo od occasionale sono noti come "ufficiali d'armi straordinari". Gli ufficiali d'armi in ordinaria che formano il College of Arms sono membri della casa reale e ricevono un salario simbolico.
In Scozia il Lord Lyon, re d'arme e il Segretario Lyon e custode del documenti controllano le questioni araldiche con una struttura strettamente legale che non è previsto per i loro colleghi ufficiali d'armi a Londra, e la corte, che è una parte della giurisdizione criminale della Scozia, ha il suo pubblico ministero, il Procurator Fiscal, che però non è un ufficiale d'armi.  Il Lord Lyon e il Segretario Lyon e custode del documenti sono nominati dalla Corona, con l'autorità della Corona, il Lyon nomina gli altri ufficiali scozzesi. Anche gli ufficiali d'armi in Scozia sono membri della casa reale.